# Гиханга
Гиханга («Творец», «Основатель») — культурный герой Руанды, описанный в фольклоре как древний царь Тутси, которому обычно приписывают создание древнего Царства Руанда.

## Общие сведения
Устные предания связывают с Гихангой такие основы цивилизации Великих Африканских Озёр как использование огня, разведение скота, обработку металла, охоту, деревообработку и гончарное ремесло. Ему приписывают способности в области руководства, технологии и религии Считается, что он управлял Руандой из своего дворца в лесу Буханга — местности, которая сохраняла свой запретный и сакральный статус вплоть до 2004 года, когда правительство открыло её для посещения.
Конкретных доказательств существования Гиханги нет, но многие жители Руанды верят и утверждают, что он является исторической фигурой.

## Происхождение и ранние годы
Согласно легенде, Гиханга был потомком брака двух родов. Его предок по отцовской линии Кигва («Спустившийся»), спустился в Руанду с небес, чтобы основать царскую династию, а его материнский род происходил от предка по имени Кабежа («Местный»). Его отец, Кази, был кузнецом, научившим Гихангу мастерству. За время своего детства он жил в нескольких местах, в том числе в деревне Мубари на востоке и в деревне дяди своей матери Бугойи на северо-западе. В молодости он путешествовал по Руанде со своими товарищами Гахуту, Гакарой и Казибагой, налаживая отношения с царствами на юге и западе, прежде чем поселиться в Буханге на севере.

## Правление Гиханги
Большинство устных источников говорят об установлении правления Гиханги и Царства Руанды в XI веке. Некоторые современные ученые оспаривают эти свидетельства и утверждают, что Гиханга правил более трех тысячелетий назад.  В соответствии с большинством устных источников, несколько более мелких родов, могли предшествовать правлению Гиханги, в том числе Синга, Гесера, Зигаба и Ру Банда, у которых были устоявшиеся и сложные традиции царской власти/ Согласно легенде, Гиханге наследовал сын по имени Каньяруанда Гахима (самоназвание Руанды), который, был отцом Гатва, Гахуту и Гатутси, предков народов тва, хуту и тутси соответственно.

## Поклонение
Религиозные практики возникли вокруг Гиханги в северо-западной и северной частях центральной Руанды, а позже были приняты в царском дворе Руганзой Ндори, известным царем, который ещё больше укрепил Царство Ньигинья в 16-м веке. Религиозные элементы включали огонь Гиханги, горение которого поддерживали в течение многих веков при царском дворе в месте, известном как «место, где доят скот», и считалось, что он горит непрерывно с царствования Гиханги, вплоть до конца правления Юхи V Мусинга в 1932 году; отправка дани от царского двора в местечко Муганза в Рукоме, где, как считается, находится могила Гиханги; а также содержание на царском дворе стада скота, которое, как считается, происходит от собственного стада Гиханги.
Этот скот находится в ведении семьи Хека из рода Зигаба, который жил рядом с могилой и предоставил царскому двору некоторых из своих наиболее уважаемых и влиятельных знатоков обрядов. Другая семья таких знатоков, Тега из рода Синга, также обрела престиж из-за того, что один из их предков, Ньябутеге, как считается, открыл Гиханге принцип действия королевского барабана.